# Pete Rock & C.L. Smooth
Pete Rock & C.L. Smooth bylo americké hip hopové duo, které tvořili DJ Pete Rock (Peter Phillips) a rapper C.L. Smooth (Corey Penn).

## O skupině
Producent a DJ Pete Rock často samploval soul a jazz, zatímco rapper CL Smooth ve svých textech řekněme filosofoval. Roku 1991 debutovali s EP All Souled Out. Avšak jejich prvním hitem je píseň "They Reminisce Over You (T.R.O.Y.)" z roku 1992. Ta pochází z jejich prvního alba Mecca and the Soul Brother, které je považováno za klasiku žánru.
Roku 1994 vydali své druhé a poslední album The Main Ingredient. Stejně jako první album ani toto nezaznamenalo komerční úspěch, za to však získalo velmi dobré kritiky. Poté duo spolupracovalo se skupinami jako jsou Run-D.M.C., Public Enemy nebo EPMD. O rok později se duo rozpadlo a oba členové se vydali na sólové dráhy. V letech 1998, 2002, 2004 a 2009 se pokoušeli o znovuspojení dua, ale pokusy vždy na něčem selhaly.

## Diskografie

### Studiová alba
| Rok  | Album                                                                    | Hitparáda | Hitparáda  | Certifikace |
| Rok  | Album                                                                    | US 200    | US Hip-Hop | Certifikace |
| ---- | ------------------------------------------------------------------------ | --------- | ---------- | ----------- |
| 1992 | Mecca and the Soul Brother - Vydáno: 9. června 1992 - Vydavatel: Elektra | 43        | 7          | US: /       |
| 1994 | The Main Ingredient - Vydáno: 8. listopadu 1994 - Vydavatel: Elektra     | 51        | 9          | US: /       |

### EP
| Rok  | Album                                                         | Hitparáda | Hitparáda  | Certifikace |
| Rok  | Album                                                         | US 200    | US Hip-Hop | Certifikace |
| ---- | ------------------------------------------------------------- | --------- | ---------- | ----------- |
| 1991 | All Souled Out - Vydáno: 25. června 1991 - Vydavatel: Elektra | -         | 53         | US: /       |

### Kompilace
| Rok  | Album                                                                                       | Hitparáda | Hitparáda  | Certifikace |
| Rok  | Album                                                                                       | US 200    | US Hip-Hop | Certifikace |
| ---- | ------------------------------------------------------------------------------------------- | --------- | ---------- | ----------- |
| 2003 | Good Life: The Best of Pete Rock & CL Smooth - Vydáno: 10. června 2003 - Vydavatel: Elektra | -         | -          | US: /       |

### Úspěšné singly
- 1992 - "They Reminisce Over You [T.R.O.Y.]"
- 1993 - "Lots of Lovin"
- 1994 - "Take You There"